# Metazygia voxanta
Metazygia voxanta là một loài nhện trong họ Araneidae.
Loài này thuộc chi Metazygia. Metazygia voxanta được Herbert Walter Levi miêu tả năm 1995.